# 井原由希
井原 由希（いはら ゆき、1979年3月15日 - ）は、日本の女性タレント、女優。奈良県出身。京都橘女子高等学校卒。身長164cm、スリーサイズはB79、W59、H81。1990年代後半に芸能活動を行い、ヒラタオフィスに所属していた。
2022年現在、「谷本 由希」（もしくは「谷本 ゆき」）名義で美容家として活動。離婚歴3回のシングルマザーであることも明かしている。

## 主な出演

### テレビ番組
- 真夜中の王国（1995年、NHK-BS2）
- ムキムキ!たまご（1995年、テレビ朝日）
- ミックスパイください（1997年4月 - 10月、CBC）- 火曜日アシスタント
- 王様のブランチ（1996年10月 - 1997年3月、TBS）

### テレビドラマ
- 湘南リバプール学院（1995年、フジテレビ）
- ハンサムマン 第3話（1996年、テレビ朝日系）
- 火曜サスペンス劇場「小京都ミステリー(16) みちのく角館殺人事件」（1996年、NTV系）
- 炎の消防隊 第2話（1996年、テレビ朝日系）
- Tokyo23区の女（1996年、フジテレビ）
- あぐり（1997年、NHK）川村五喜[1] 役

### CM
- 塩水港精糖「オリゴのおかげ」（1995年）
- マイコール「貼るオンパックス」（1995年 - 1996年） 松村邦洋と共演。
- アサヒ飲料「KAFEO」（1996年） 「ノンシュガーが入っているのかぁー」と言い放つ女性役。高橋幸宏と共演。

### その他
- 週刊ヤングジャンプ第5回全国女子高生制服コレクション